# Driss Ait Cheikh
Pour les articles homonymes, voir Ait et Cheikh.
Driss Ait Cheikh (en arabe : إدريس ايت شيخ), né le 17 juillet 2008 à Kénitra, est un footballeur marocain qui joue au poste de défenseur central au Chippo FC.

## Biographie

### Carrière en club
Né à Kénitra au Maroc, Driss Ait Cheikh est formé par le Chippo FC, académie située à Mehdia, fondée par l'ancien international marocain Youssef Chippo.

### Carrière en sélection
En mars 2025 Driss Ait Cheikh  est convoqué avec l'équipe du Maroc des moins de 17 ans pour participer à la Coupe d'Afrique des nations des moins de 17 ans qui a lieu en mars puis avril à domicile,. Il s'illustre au cours d'une phase de poule dont il termine dans l'équipe type,.
Le Maroc atteint la finale de la compétition après sa victoire aux tirs au but face à la Côte d'Ivoire (0-0 dans le temps réglementaire),,. Après un autre match nul et vierge (victoire 4-2 aux tirs au but) face au Mali, les marocains remportent le premier titre de leur histoire dans la compétition,.
Durant cette compétition, Ait Cheikh est vu parmi les joueurs les plus prometteurs de sa génération, sous les yeux de scouts européens,,. Il est inclus dans l'équipe type de la coupe d'Afrique,,.

## Palmarès

### En sélection
- Maroc -17 ans
  - Coupe d'Afrique des nations
    -  Vainqueur en 2025

### Distinctions individuelles
- 2025 : Dans l'équipe type de la phase de groupe de la CAN U17[17].
- 2025 : Dans l'équipe type de la CAN U17[14].